# Petersen & Poulsen lydfilm
Petersen & Poulsen lydfilm er en dansk dokumentarfilm fra 1923 instrueret af Axel Petersen og Arnold Poulsen.

## Handling
Petersen og Poulsens første lydfilm (tonefilm) fra præsentation i Palads Teatret 1923.
```
1. Eksprestoget, 7,4 m.
2. Ruth Dietzmann, vidunderbarn med cello, 26, 4 m.
3. 
Lauritz Sørensen (trompetist)
 15 m.
4. En Nations Fødsel, stumfilm m. indlagt musik 42,5 m.
[
1
]
```